# Six Destins
Pour plus de détails, voir Fiche technique et Distribution.
Six Destins (Tales of Manhattan) est un film américain réalisé par Julien Duvivier, sorti en 1942.

## Synopsis
Un habit de soirée devient la propriété d'un acteur, d'un jeune marié, d'un chef d'orchestre, d'un vagabond, d'un voleur et d'un fermier avant de finir sa « carrière » comme épouvantail.

## Fiche technique
- Titre : Six destins
- Titre original : Tales of Manhattan
- Réalisation : Julien Duvivier
- Scénario : Henry Blankfort, Alan Campbell (en), Ladislas Fodor, László Görög, Ben Hecht, Samuel Hoffenstein, Ferenc Molnár, Donald Ogden Stewart, Lamar Trotti et László Vadnay (en)
- Production : Boris Morros (en) et Sam Spiegel
- Société de production : 20th Century Fox
- Musique : Sol Kaplan
- Photographie : Joseph Walker
- Montage : Robert Bischoff
- Direction artistique : Richard Day et Boris Leven
- Décorateur de plateau : Thomas Little
- Costumes : Irene, Bernard Newman, Dolly Tree, Gwen Wakeling et Oleg Cassini (non crédité)
- Pays de production : États-Unis
- Langue : anglais
- Format : Noir et blanc - Son : Mono (Western Electric Mirrophonic Recording)
- Genre : Comédie dramatique
- Durée : 127 minutes
- Dates de sortie : 
  - États-Unis : 5 août 1942 première
  - États-Unis : 24 septembre 1942
  - France : 13 octobre 1944

## Distribution
- Charles Boyer : Paul Orman
- Rita Hayworth : Ethel Halloway
- Ginger Rogers : Diane
- Henry Fonda : George
- Charles Laughton : Charles Smith
- Edward G. Robinson : Avery Browne
- Paul Robeson : Luke
- Ethel Waters : Esther
- Thomas Mitchell : John Halloway
- Eddie Anderson : Révérend Lazarus
- Eugene Pallette : Luther
- Cesar Romero : Harry Wilson
- Gail Patrick : Ellen
- Roland Young : Edgar
- Marion Martin : Squirrel
- Elsa Lanchester : Elsa Smith
- George Sanders : Williams
- Victor Francen : Arturo Bellini
- James Gleason : « Père » Joe
- Harry Davenport : Professeur Lyons
- J. Carrol Naish : Costello
- W. C. Fields : Professeur Postlewhistle (version complète)
- Margaret Dumont : Mrs. Langahankie (version complète)
- Phil Silvers : Tailor (version complète)
- Chester Clute (en) : Mr. Langahankie (version complète)
- Will Wright
- Robert Greig (non crédité) : Lazar
- James Rennie : H.R. 'Hank' Bronson
- Helene Reynolds : une actrice
- George Reed : Christopher